# Flughafen Dortmund
Luchthaven Dortmund (IATA: DTM, ICAO: EDLW), officieel Dortmund Airport, is de internationale luchthaven van Dortmund, Duitsland. De luchthaven heeft zich ontwikkeld van een klein regionaal vliegveld tot een belangrijke luchthaven in Noordrijn-Westfalen.

## Geschiedenis
De eerste luchthaven van Dortmund ontstond rond 1918 in het stadsdeel Dortmund-Brackel. De eerste commerciële vluchten vonden in 1925 plaats. In 1928 telde de luchthaven ongeveer 8000 vliegbewegingen en was na de luchthaven Keulen-Bonn de drukste luchthaven in het westen van Duitsland. Door de Tweede Wereldoorlog kwam er een einde aan het civiele gebruik van de luchthaven.
In 1960 opende de luchthaven op een nieuwe locatie in het stadsdeel Dortmund-Wickede. De commerciële dienst werd in 1979 hervat door RFG (het latere Eurowings), met dagelijkse vluchten naar München. In het jaar 2005 telde de luchthaven Dortmund meer dan 1.7 miljoen passagiers. De groei is met name te danken aan de opkomst van low-costmaatschappijen, zoals easyJet, dat op de thuisbasis Dortmund circa vier toestellen gestationeerd heeft.

## Statistiek
De startbaan (06-24) heeft een lengte van 1996 meter en een breedte van 45 meter. Verharding: asfalt (PCN 47).
| Jaar | Passagiers | Bewegingen | Vracht (tonnen) |
| ---- | ---------- | ---------- | --------------- |
| 2001 | 1,064,149  | 37,393     | 257             |
| 2002 | 994,478    | 33,812     | 289             |
| 2003 | 1,023,329  | 29,788     | 96              |
| 2004 | 1,179,028  | 25,743     | 75              |
| 2005 | 1,742,911  | 30,672     | 58              |
| 2006 | 2,019,651  | 32,785     | 37              |
| 2007 | 2,155,057  | 32,223     | 40              |
| 2008 | 2,329,440  | 29,555     | 35              |
| 2009 | 1,711,157  | 24,043     | 21              |
| 2010 | 1,747,731  | 24,232     | 33              |
| 2011 | 1,814,246  | 26,391     | 26              |
| 2012 | 1,896,885  | 22,634     | 4               |
| 2013 | 1,924,386  | 23,809     | 2               |